# McLean Island (Nunavut)
McLean Island – niezamieszkana wyspa w Zatoce Frobishera, w Archipelagu Arktycznym, w regionie Qikiqtaaluk, na terytorium Nunavut, w Kanadzie. W pobliżu McLean Island położone są m.in. wyspy: Gabriel Island, Nouyarn Island i Chase Island.